# Princesa Zulia
Zulia (1538 - 1561) Cuenta la leyenda que fue una líder y princesa indígena de varias tribus en el actual departamento de Norte de Santander en Colombia. Hija del cacique Cinera de la tribu de los Cineras.

## Historia
El cacique Cinera fue el jefe de las tribus en las riberas de Zulasquilla, hoy Arboledas. Este cacique peleó al lado de su padre contra los Guares. Luego de esa batalla contrajo matrimonio del cual nació la princesa Zulia.
En el año 1532, Ambrosio Alfinger y Martín García llegan a estas tierras dejando muerte y destrucción a los pueblos indígenas. Tras este lamentable hecho las tribus indígenas a los alrededores se aliaron para combatir esa terrible amenaza y al frente de esa alianza estaba la princesa Zulia.
En 1547, Diego de Montes en una arremetida con 150 hombres atacó a los cineras y los derrota fácilmente. Pedro Alonso fue enviado a fundar Salazar de Las Palmas para proteger las minas de oro y en su camino se topa con los caídos indígenas cineras. En un intento de valentía el cacique de los cineras se arma de valor para atacar a los conquistadores pero muere inútilmente y todo su ejército es capturado dejando a los enemigos el camino libre para apoderarse de las tierras y sus riquezas y esclavizando las mujeres.
Zulia al enterarse no lo podía creer y fue a verlo con sus propios ojos. Cuando llegó la princesa, vio un cementerio lleno de cadáveres y en el de su padre prometió vengarse. Zulia regresa a reunirse con las tribus indígenas entre ellos los Guares y los Cúcuta en la actual Pamplona. En su momento, había más de 2000 hombres al mando de Zulia dispuestos a atacar. Uno de los jefes que atendió el llamado de la princesa fue Guaymaral, hijo adoptivo del cacique Cúcuta.
Zulia decide dividir el grupo en dos para atacar por norte y sur. El grupo del sur estaba al mando de Zulia y el del norte al mando de Guaymaral. El ataque tuvo un éxito grandioso, incluso después de esto Zulia y Guaymaral se unieron en amor.
Mientras tanto, Diego de Montes estaba orgulloso por su victoria contra los cineras y nunca prestó atención a una venganza porque creyó  que la aniquilación cinera era total. En su descuido muere en manos de los indígenas, en un ataque por sorpresa que arrasó todo el asentamiento.
Luego de esa brillante victoria, Zulia se casa con Guaymaral y en ese mismo lugar forman un campamento. No tranquilo en ese momento, Guaymaral pidió permiso a su padre para explorar y vigilar las tierras. 
Caminando Guaymaral se topa con el indio Cúcuta, que lo recibe con las manos abiertas. Tal era su agradecimiento que le dio en matrimonio a su única hija, que en pocos meses muere. Triste, quiso volver a las manos de Zulia pero con las comodidades brindadas este se rehusó.
En el campamento de Zulia, las tribus sin tener nada que hacer deciden abandonar el campamento poco a poco y Zulia cita las tribus aliadas en Pamplona. Diego parada estaba al tanto de los pasos de la líder Zulia y decide perseguirla hasta Pamplona.
En sus camino Zulia se topa con los conquistadores Pedro de Ursúa y Ortún Velázquez de Velasco con su ejército a caballo. Al ver las remotas probabilidades de ganar, la princesa decide pelear antes de ser esclava y muere valerosamente. Al ver esa masacre y a su amada muerta en el suelo, Guaymaral huye de la batalla en su caballo a esconderse en las selvas.
Lleno de tristeza va a los territorios de su padre, hoy Maracaibo, pero al llegar se avergüenza de su huida y va al oriente donde se une a una tribu indígena. Allí se entera de que su padre, el cacique Mara, ha muerto. Decide darle su último adiós y toma el mando de la tribu.
Agobiado y lleno de tristeza por la muerte de la princesa Zulia, bautiza ríos, pueblos y regiones con el nombre de su amada.

## Nombres
De acuerdo a mitos y leyendas los siguientes lugares están nombrados en su honor:
- Estado Zulia. Una de las 24 entidades federales de Venezuela.
- Zulia. Río que fluye al norte de Surámerica, tributario del río Catatumbo.
- El Zulia. Municipio de Colombia.
- Zulia. División administrativa de la Gran Colombia.

## En la cultura
La Princesa Zulia ha servido a creadores, artistas y poetas como punto de partida para sus creaciones. El escritor de ascendencia wayuú Reinaldo de Fernández ha publicado el libro "Una princesa llamada Zulia" con Sultana del Lago Editores